# الأربعين (حماة)
الأربعين قرية سورية تتبع ناحية كفرزيتا في منطقة محردة في محافظة حماة. بلغ عدد سكانها 1400 نسمة في عام 2004 حسب إحصاء المكتب المركزي للإحصاء.

## وصلات خارجية
- الوحدات الإدارية في محافظة حماة